# Postal virtual
Una postal virtual o targeta electrònica és anàloga a una postal impresa, només que en aquest cas s'utilitzen els mitjans digitals, normalment Internet, per enviar-la i rebre-la. Les targetes virtuals són importants per a l'estalvi ecològic, ja que redueixen en gran manera l'ús de paper o altres materials tradicionals. També tenen altres avantatges, com el fet de poder enviar la postal a moltes persones simultàniament; així mateix, disminueixen el cost d'enviament si el destinatari es troba en un altre país, i el temps d'enviament és gairebé instantani.

## Ús
Normalment, la persona que vol enviar una postal virtual fa servir un ordinador per a aquest propòsit, entra en un lloc web determinat i tria la targeta que més li agrada: normalment hi ha diversos grups de postals electròniques amb temes variats com ara aniversaris, amistat, dates especials, amor... Després, escriu en un formulari les dades de l'enviament, com ara el correu electrònic del destinatari, i en alguns casos pot escriure també un missatge personalitzat i fins i tot, depenent del lloc, pot canviar l'estil i altres característiques de la postal virtual. Un cop l'usuari ha acabat d'omplir totes les dades pot triar un nombre determinat de destinataris, tot depenent del lloc des d'on l'enviï: alguns deixen trametre fins a cent targetes alhora.

## Tècniques usades en les postals virtuals
Abans de l'arribada del Flash, era molt usual enviar postals amb miniaplicacions de Java en cas que la postal fos animada, o també se solien enviar imatges estàtiques o GIFs animats. Encara que avui dia també s'usen aquestes tècniques per desenvolupar les postals, cada vegada són més les targetes que es dissenyen en Flash, per la interactivitat que ofereix i la gran quantitat de navegadors que tenen el reproductor Flash instal·lat, per la qual cosa les postals en Flash són molt comunes avui dia. Hi ha molts llocs especialitzats en el disseny d'aquestes postals virtuals amb temes variats i efectes d'última generació per tal que els usuaris quedin satisfets amb les postals que envien.

## Targetes electròniques en vídeo
Gràcies al flux de dades multimèdia cada vegada es veuen més llocs web de postals virtuals que fan servir el vídeo per difondre el contingut de les postals, ja que es poden usar tècniques innovadores com el 3D o vídeos reals en aquestes targetes electròniques.

## Personalització
Gràcies als avenços de les últimes versions de l'Adobe Flash, és possible arribar a un punt de personalització inèdit fins al moment: actualment, en alguns llocs web, els usuaris poden pujar-hi fotos i posar-les a les cares o altres parts de la postal, amb què es dona més protagonisme a l'usuari, un tret típic del Web 2.0.